# Manoir Richelieu
Le Manoir Richelieu est un hôtel de La Malbaie, dans la région de Charlevoix au Québec. Situé sur la falaise de Pointe-au-Pic au bord du fleuve Saint-Laurent et voisin du Casino de Charlevoix, il comporte 405 chambres et est géré par le groupe Fairmont.

## Histoire

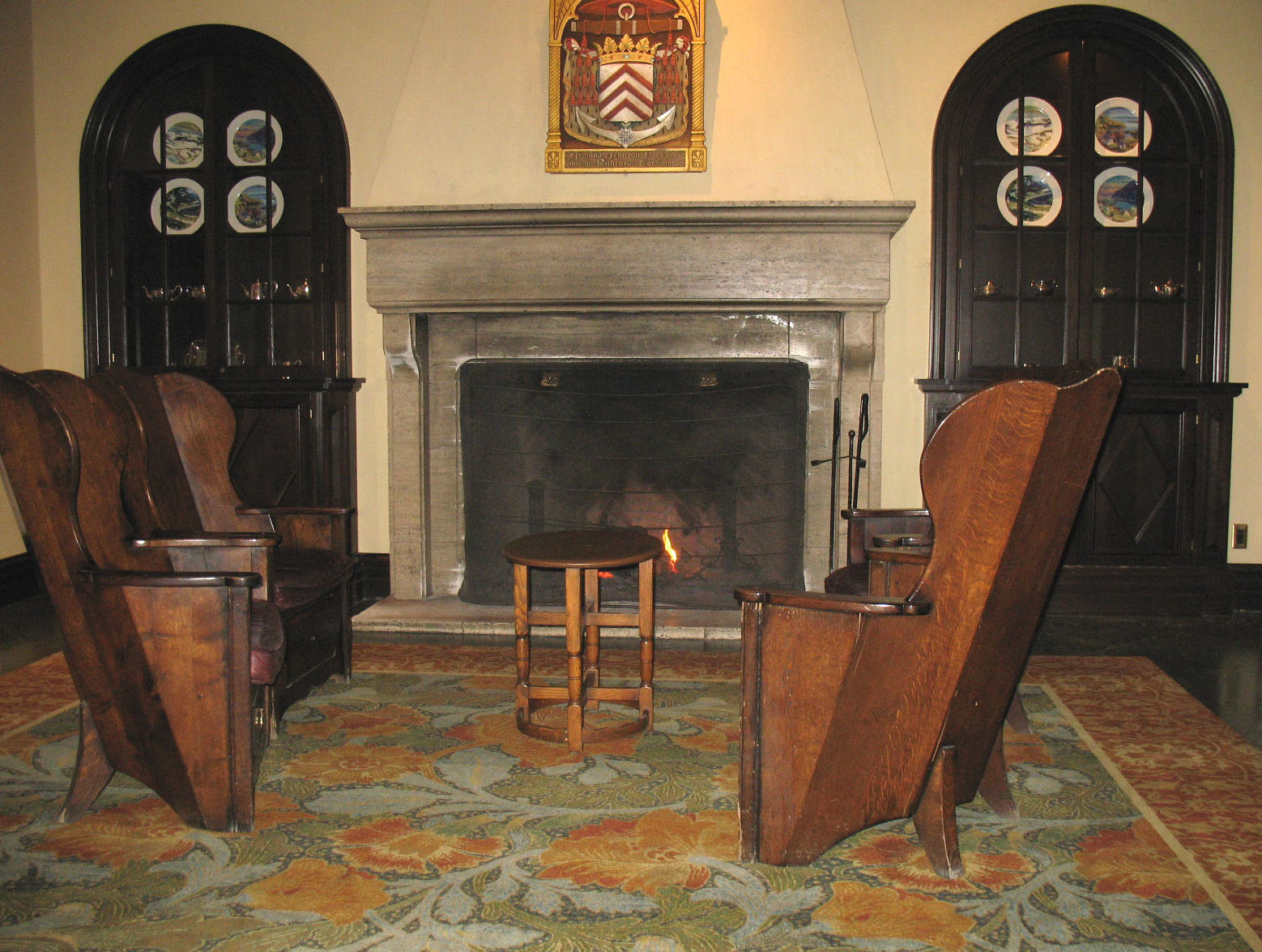
Hall du Manoir Richelieu

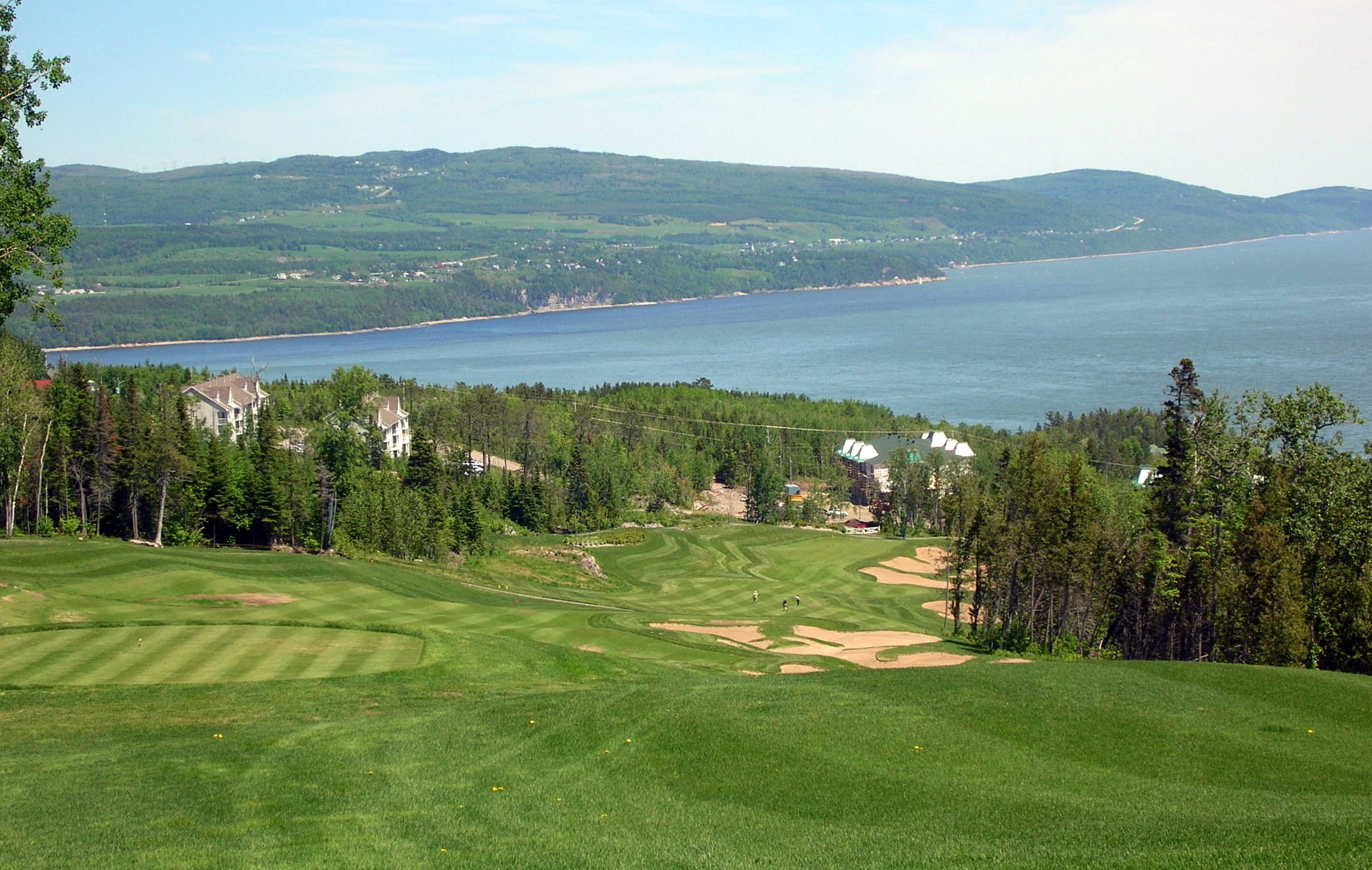
Le terrain de golf

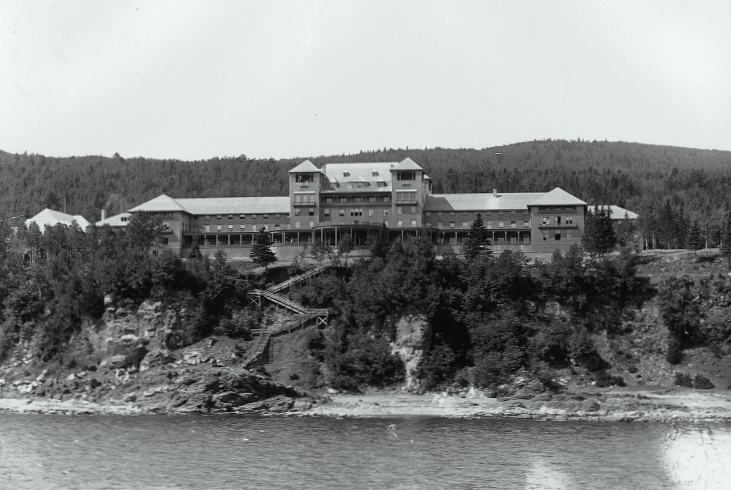
Le premier manoir, vers 1899

### XIXesiècle-1928: le manoir de bois
Depuis le milieu du XIXe siècle, la région de Charlevoix accueille des touristes, notamment des croisiéristes de la Richelieu and Ontario Navigation Company puis de la Canada Steamship Lines (CSL). La région ne possède pas d'hôtel de prestige pour recevoir ces invités de marque. Rodolphe Forget propose au conseil de la compagnie Richelieu Ontario, qui possédait déjà un grand hôtel à Tadoussac, de construire un grand hôtel à Pointe-au-Pic, qui possède un quai pour bateaux à vapeur depuis 1853,.
La construction du Manoir Richelieu commence en 1898. Il est inauguré officiellement le 15 juin 1899 et compte alors 250 chambres de luxe,.
Le 12 septembre 1928, alors que les employés s'affairaient à fermer l'hôtel pour l'hiver, il est complètement rasé par un incendie.

### 1929-1969: nouveau manoir et nouveau propriétaire
L'hiver suivant, le Manoir Richelieu est reconstruit selon les directives de l'architecte John Smith Archibald et passe aux mains de la CSL. Le nouvel hôtel comporte 350 chambres.
En 1966, la Canada Steamship Line cesse d'emprunter le fleuve Saint-Laurent. Elle vend le manoir à la compagnie Warnock Hersey.

### 1969-1975: Hersey et Dempsey
En 1971, le manoir est vendu à l'américain John B. Dempsey.

### 1975-1985: Gouvernement du Québec
En 1975, Dempsey déclare faillite, le manoir est repris l'année suivante par le gouvernement du Québec pour une somme variant, selon les sources, de un à onze millions de dollars.[source insuffisante]

### 1986-1993: Raymond Malenfant
En décembre 1985, l'évaluation municipale du manoir est de cinq millions de dollars et sa valeur aux livres, de 10 millions. Le gouvernement du Québec accepte une offre d'achat de 555 555,55 dollars faite par Raymond Malenfant sous condition que ce dernier s'engage à investir 12 millions en immobilisations au cours des deux années suivantes ainsi que deux millions en publicité en cinq ans,. Malenfant rénove de fond en comble le manoir, le dotant de nouvelle fenêtres, d'un chauffage électrique, remettant à neuf les murs et plafonds, la plomberie, etc.. Le manoir lui sera vendu officiellement le 16 avril 1986,,.
À la suite de cette acquisition, Malenfant ne reconnaît pas le syndicat des employés, affilié à la Confédération des syndicats nationaux (CSN). Un conflit s'ensuit entre Malenfant et les quelque 300 anciens employés.
L'homme d'affaires engage des sous-traitants qui emploient environ 200 nouveaux employés non-syndiqués. Le manoir ouvre officiellement ses portes le 18 mai 1986. Les anciens employés, menés par la présidente syndicale Louiselle Pilote et soutenus par la CSN, manifestent à plusieurs reprises. Ils sont maintenus à distance du manoir par des policiers.
Le 25 octobre, le conflit est marqué par la mort du manifestant Gaston Harvey, étouffé par un agent de la Sûreté du Québec lors d'une manifestation d'appui aux employés,.
Un arrêt de la Cour suprême du Canada, l'arrêt Bibeault prononcé pour une autre cause le 22 décembre 1988, appuiera indirectement Malenfant en limitant les pouvoirs du commissaire du travail du Québec.

### Depuis 1994
L'hôtel connaît un nouvel essor avec l'arrivée du Casino de Charlevoix.
L'hôtel est agrandi et rénové en 1998-99.
En 2002, l'hôtel est dirigé par une société formée de Loto-Québec, du Fonds de solidarité de la Fédération des travailleurs du Québec et du Canadien Pacifique.
L'hôtel accueille en 2018 le sommet du G7.

### Sources bibliographiques
: document utilisé comme source pour la rédaction de cet article.
- Georges-Hébert Germain, « Le « toffe » de La Malbaie », L'actualité, Maclean Hunter Limitée,‎ août 1987, p. 38-43
- Normand Rhéaume, « La ruade de l'éléphant », Revue commerce, Publications Les Affaires inc.,‎ août 1986, p. 27-34
- André Chapleau, Raymond Malenfant - Le courage de continuer, Trait d'Union, 2004, 221 p.